# Gnaeus Servilius Caepio (Konsul 253 v. Chr.)
Gnaeus Servilius Caepio entstammte dem römischen Patriziergeschlecht der Servilier und war 253 v. Chr. Konsul.

## Leben
Gnaeus Servilius Caepio hatte einen gleichnamigen Vater und Großvater. Man kennt nur Einzelheiten über die militärischen Operationen in seinem Konsulat, die er gemeinsam mit seinem Amtskollegen Gaius Sempronius Blaesus gegen die Karthager im Ersten Punischen Krieg durchführte. Nach einem missglückten Landungsmanöver bei Lilybaion am Westufer Siziliens machten die Konsuln mit ihren 260 Schiffen einen Plünderungszug an der nordafrikanischen Küste, mussten aber, als sie auf einer Untiefe festsaßen, viel Beute über Bord werfen, um die Schiffe durch Verringerung ihres Gewichts wieder freizubekommen, und kehrten rasch nach Sizilien zurück. Auf der Weiterfahrt nach Rom gingen 150 Schiffe der konsularischen Flotte durch einen starken Sturm unter.
Ein Sohn oder Enkel des hier behandelten Caepio war der gleichnamige Konsul von 203 v. Chr.